# Bacheca

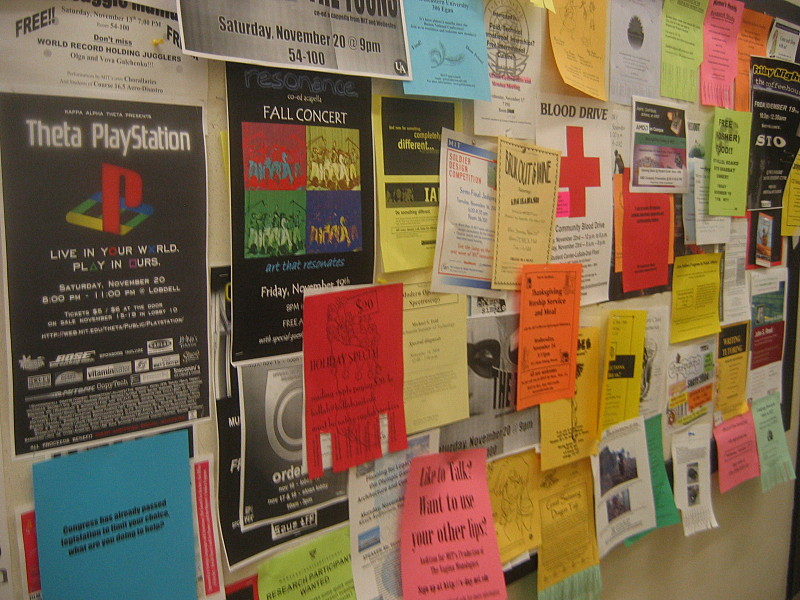
Esempio di bacheca

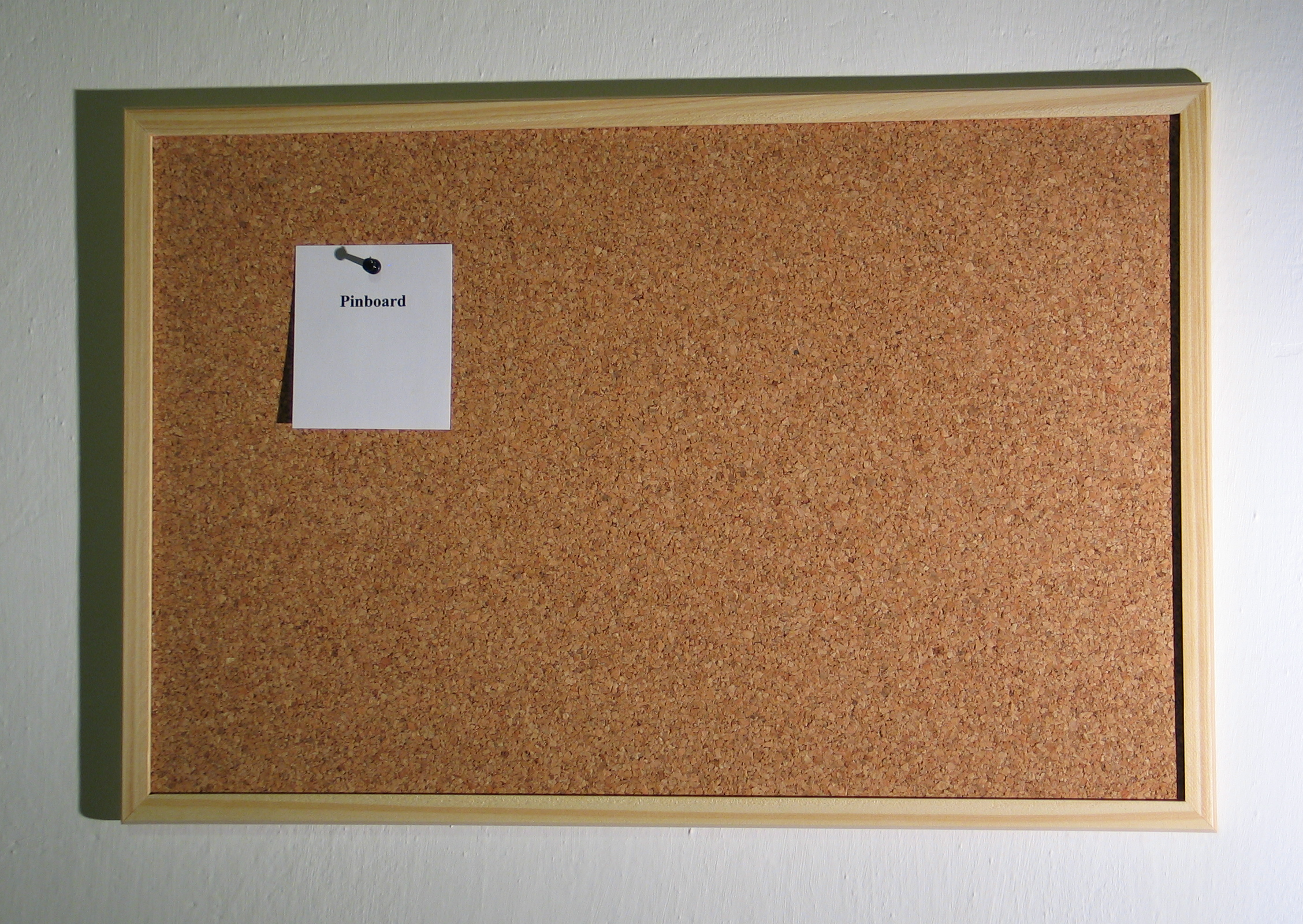
Altro esempio

In italiano bacheca ha due significati principali:
1. una cassetta, generalmente con coperchio di cristallo, dove si mettono in mostra oggetti preziosi;
2. più comunemente è un riquadro di diverso materiale (legno, metallo, plastica), posizionato verticalmente, aperto o talora chiuso da un pannello trasparente, dove si espongono documenti, avvisi, circolari di interesse generale.

Rudimentali bacheche venivano utilizzate anche nell'antichità, per affiggere emendamenti e avvisi di varia natura.
Le bacheche di legno sono abbastanza comuni e si possono trovare nel muro adiacente alle entrate dei municipi o delle sedi politiche, nei corridoi delle scuole, delle università e dei comitati di quartiere.
Le bacheche possono anche essere interamente nel dominio digitale e ospitate su reti di computer, in modo che le persone possano lasciare e cancellare i messaggi in modo che possano essere letti e visti da altri, come in un sistema di bacheca elettronica.
Le bacheche sono particolarmente diffuse nelle università. Sono utilizzati da molti gruppi sportivi ed extrascolastici, oltre che da negozi locali e avvisi ufficiali. I corridoi dei dormitori, i corridoi ad alto traffico, gli atri e i chioschi indipendenti sono spesso dotati di lavagne di sughero per facilitare l'affissione degli avvisi. In alcune università, lampioni, dissuasori, alberi e muri diventano spesso piattaforme improvvisate per affiggere annunci in luoghi dove le bacheche ufficiali scarseggiano.
I forum su Internet stanno sostituendo le bacheche tradizionali. Le bacheche online sono talvolta chiamate bacheche di messaggi. I termini "bacheca", "bacheca" e anche "forum su Internet" sono intercambiabili, anche se spesso una singola bacheca può contenere diversi forum o gruppi di discussione su Internet. Una bacheca online può avere lo stesso scopo di una bacheca fisica, con l'ulteriore vantaggio di non essere geo-localizzata.
I cartelli digitali hanno iniziato a sostituire le bacheche come mezzo per ridurre il disordine e fornire informazioni in tempo reale. Questo è iniziato a succedere intorno al 2010.
Le bacheche magnetiche sono un sostituto popolare delle bacheche in sughero perché non presentano il problema dell'usura della bacheca dovuta all'inserimento e alla rimozione delle puntine nel corso del tempo.